# Mesa Arenosa de Andrade
Mesa Arenosa de Andrade är en ort i Mexiko.   Den ligger i kommunen Mexicali och delstaten Baja California, i den nordvästra delen av landet, 2 200 km nordväst om huvudstaden Mexico City. Mesa Arenosa de Andrade ligger 21 meter över havet och antalet invånare är 474.
Terrängen runt Mesa Arenosa de Andrade är mycket platt. Runt Mesa Arenosa de Andrade är det ganska tätbefolkat, med 58 invånare per kvadratkilometer. Närmaste större samhälle är Puebla, 15,1 km väster om Mesa Arenosa de Andrade. Trakten runt Mesa Arenosa de Andrade består till största delen av jordbruksmark.